# 源義宗
源 義宗（みなもと の よしむね）は、平安時代の河内源氏の武将。源義家の子。『尊卑分脈』では長男とされる。

## 略歴
若くして死去したが、戦死か病没かは不詳。兵庫允・左衛門少尉の官職に就任した（『尊卑分脈』）。また、甥の忠宗（次弟・義忠の子）が義宗の養子となっている。
『平泉志』巻之上（一関藩教成館學頭、高平眞藤編）によると、後三年の役の金沢柵の攻防の記事に、
「義家朝臣には所労に由り出陣叶はず。弟新羅三郎義光並に嫡子河内判官義忠軍を率て金澤を攻らる。」
との記事を載せるが、この記事の寛治4年（1090年）の源義忠は僅か7歳でしかないため名目上の大将と考えられ、史料的な裏付けこそないが実際に指揮したのは最年長の兄である義宗が候補に挙げられている。
ただし成立のより古い『奥州後三年記』には以上のような記述はない。